# To Kokkino Potami
To Kokkino Potami (en griego: Το Κόκκινο Ποτάμι, en español: El río rojo) es una era de series dramáticas de televisión en griego, dirigida por Manousos Manousakis para Open TV en 2019.
Basado en la novela histórica homónima de Charis Tsirkinidis y se refiere a eventos reales que rodean el genocidio del helenismo pontiano.
Esta es la producción más cara en la historia de la televisión griega con un costo total de más de 4 millones de euros.
El 6 de octubre de 2019, Open TV comenzó a transmitir To Kokkino Potami todos los domingos a las 9:00 p. m. El 24 de mayo de 2020 continuó viendo la serie después del descanso debido a la pandemia COVID-19 en Grecia, a las 10:00 p. m. El último episodio fue transmitido el 13 de julio de 2020.
Protagonizada por Ioannis Papazisis, Anastasia Pantousi, Tania Tripi, Konstantinos Kazakos, Takis Vamvakidis, Tatiana Papamoschou, Argiris Pantazaras y Chara Mata Giannatou.

## Sinopsis
La serie trata sobre una historia de amor a principios del siglo XX, durante los años de persecución de los griegos del Ponto por el Imperio Otomano. La historia comienza en la ciudad de Akdağmadeni en la prefectura de Ankara, en mayo de 1895, cuando la familia de Georgios Pavlidis comprometió a su hijo de 9 años, Miltos, con la hija de Michalis Nikolaidis, Iphigenia, de 7 años. 
Un compromiso de conveniencia, como era habitual en ese momento, ya que, según la ley musulmana, si una niña estaba comprometida, se la consideraba deshonrada y no se le permitía convertirse en una mujer musulmana. Los ataques de los turcos fanáticos obligaron a las dos familias a abandonar su lugar, y la familia Pavlidis se instaló en Samsun y la familia Nikolaidis en Estambul. Los dos jóvenes se encontraron por casualidad nuevamente en Estambul, después de 11 años y, sin conocer la relación familiar que los une, se enamoraron.

## Reparto

### Principal
- Ioannis Papazisis como Miltiadis "Miltos" Pavlidis (en español Milcíades "Milto" Pavlidis)
- Anastasia Pantousi como Iphigenia Nikolaidi/Ayşe Yildirim/Ayşe Ömeroğlu (en español Ifigenia Nikolaidi)
- Tania Tripi como Sofía Nikolaidi
- Konstantinos Kazakos como Michalis Nikolaidis (en español Miguel Nikolaidis)
- Takis Vamvakidis como Georgios Pavlidis (en español Jorge Pavlidis)
- Tatiana Papamoschou como Evgenia Pavlidi (en español Eugenia Pavlidi)
- Argiris Pantazaras como Themistoklis "Themis" Pavlidis (en español Temístocles "Témo" Pavlidis)
- Chara Mata Giannatou como Vasiliki Ioannidi/Vasiliki Pavlidi (en español Reina Ioannidi/Reina Pavlidi)
- Giorgis Tsampourakis como Comandante Ali Ömeroğlu/Ilias (en español Élias)
- Stefanos Kiriakidis como Metropolitan Theoklitos (en español Metropolitano Theóclites)
- Sotiris Chatzakis como Basil Zaharoff (en español Basilio Zaharov)
- Dimitris Drosos como Mehmet Kartal
- Kostas Xykominos como Onur Aslan
- Lampros Ktenavos como Osman Poiraz
- Thodoris Frantzeskos como Kerem Kartal
- Giorgos Chaleplis como Mutasarrıf en Samsun (en español Gobernador en Samsun)
- Dimitra Vitta como Arin
- Pavlina Zachra como Lusin
- Dimitra Sigala como Eleni Nikolaidi (en español Elena Nikolaidi)
- Sotiris Tsakomidis como Oguz
- Gerasimos Skiadaresis como Sultan Abdul Hamid II

### Secundario elenco
- Kelli Giakoumaki como Irini Nikolaidi/Ipek (en español Iréne Nikolaidi)
- Alexandros Moukanos como Profesor Ioannidis
- Evri Sofroniadou como Melike Ömeroğlu
- Giannis Thomas como Nedim Ömeroğlu
- Giorgos Frintzilas como Archimandrite Grigorios (en español Archimandrita Gregorio)
- Konstantinos Tsiomidis como Panagiotis "Panaetas" Ioannidis (en español Panayiotis "Panaetas" Ioannidis)
- Spyros Sideris como Konstantinos "Kostis" Karapesidis
- Sofia Alexanian como Domna Sachanidi
- Petra Mavridi como Chara Mavridi (en español Alegría Mavridi)
- Panagos Ioakeim como Father Eytixios (en español Padre Feliz)
- Dimitris Tsolakis como Mustafa
- Petros Xekoukis como Hotza (en español Hoya)
- Giorgos Amoutzas como Lefteris Karakostas (en español Eleuterio Karakostas)
- Stathis Nikolaidis como Vali en Erzurum (en español Wāli gobierna en Samsun)
- Aias Manthopoulos como Emir
- Anna Manta como Fatma
- Memos Koen como Refugiado turco
- Spyros Stamoulis como Murat, teniente de Vali
- Dimitris Georgiadis como Oficial ruso
- Aggelos Andriopoulos como Mustafa Kemal Atatürk
- Andreas Voulgaris como Athanasios Spatharis (en español Atanasio Spatharis)
- Giorgos Giannoutsos como Argiris (en español Argirio)

### Otro elenco
- Dimitris Ontos
- Dafni Manousou
- Dimitris Topalidis
- Stefanos Papatrechas
- Thanasis Sarantos
- Kostas Piperidis
- Nikolas Pantazis
- Giannis Papaioannou
- Giannis Zografos
- Olga Skiadaresi
- Giorgos Katsoulas
- Konstantinos Peslis
- Christos Ntovas
- Kostas Gerantonis
- Marina Liggouri
- Andriani Tountopoulou
- Panagiotis Tsitsas
- Christina Mantesi
- Dimitris Tsolakis
- Pantelis Dentakis
- Giorgos Karaxanidis
- Giannis Katsampas
- Giorgos Chionidis
- Anthoula Eykarpidou
- Eva Argirou
- Aggeliki Kintoni
- Lida Samouilidou
- Sumela Artavani